# 5th Elements
5th Elements（フィフスエレメンツ）は、日本の男性ボーカルグループ。

## 来歴
沖縄出身のYUとA-RAの2人からなるヴォーカルグループ。
A-RAは3兄弟の長男。A型。好きな食べ物はタコス。魚は生臭いのと無表情のため、苦手。
YUはB型。好きな食べ物は麺類全般。沖縄そばが大好き。

## リリース作品
- Rock Fes Party Mix / オムニバス Mixed By DJ Yoshio (SCM Inc.)
- VIP AWARDS / オムニバス Mixed By DJ Delicious Magic (SCM Inc.)
- R&B MEETS HOUSE / オムニバス Mixed By DJ TAM (SCM Inc.)